# L'Aube nouvelle
L'Aube Nouvelle è l'inno nazionale del Benin. È stato scritto e composto da Gilbert Jéan Dagnon ed adottato come inno ufficiale dopo l'indipendenza nel 1960.

## Il testo (in francese)
Jadis à son appel, nos aïeux sans faiblesse, 

Ont su avec courage, ardeur, pleins d'allégresse

Livrer au prix du sang des combats éclatants.

Accourez vous aussi, bâtisseurs du présent,

Plus forts dans l'unité, chaqu'jour à la tâche,

Pour la postérité, construisez sans relâche.
CHORUS

Enfants du Bénin, debout!

La liberté d'un cri sonore

Chante aux premiers feux de l'aurore;

Enfants du Bénin, debout!
Quand partout souffle un vent de colère et de haine.

Béninois, sois fier, et d'une âme sereine,

Confiant dans l'avenir, regarde ton drapeau!

Dans le vert tu liras l'espor du renouveau,

De tes aïeux le rouge évoque le courage;

Des plus riches trésors le jaune est le présage.
CHORUS
Tes monts ensoleillés, tes palmiers, ta verdure,

Cher Bénin, partout font ta vive parure.

Ton sol offre à chacun la richesse des fruits.

Bénin, désormais que tes fils tous unis

D'un fraternel élan partagent l'espérance

De te voir à jamais heureux dans l'abondance.
CHORUS